# Diabetes insípida
La diabetes insípida (del lat. insipidus: «sin sabor») es una enfermedad producida por un déficit absoluto o relativo de vasopresina, o por resistencia a su efecto. Los pacientes presentan poliuria hipotónica a pesar de que tienen elevados el sodio y la osmolaridad. Hay dos clases: diabetes insípida central (la más frecuente en humanos) y la diabetes insípida nefrogénica (de origen renal).
La alteración en la diabetes insípida central es el resultado de un déficit de la hormona antidiurética (vasopresina), que es la encargada de limitar la excreción de agua a nivel renal. Lo singular de esta hormona es que el hipotálamo la produce y luego es almacenada hasta ser liberada en el flujo sanguíneo por la hipófisis posterior.
En el caso de la diabetes insípida nefrogénica, la alteración ocurre a nivel de los canales de aquaporina tipo II en el túbulo colector lo cual impide un correcto funcionamiento de la vasopresina, a pesar de que sus niveles en el plasma estén dentro del rango normal.
La diferenciación entre el origen de la diabetes insípida tiene relación con la conducta y el tratamiento a seguir.

## Clasificación

### Diabetes insípida central
Existe un daño a nivel cerebral que impide la correcta producción y/o secreción de hormona antidiurética (vasopresina).
Este daño específicamente afecta la neurohipófisis y/o al hipotálamo en donde se produce ADH y puede ser consecuencia de traumatismos, isquemia, tumores, hipofisitis u otras causas que impliquen la compresión de esta zona del encéfalo.

### Diabetes insípida nefrogénica
Existe una alteración a nivel renal que impide la acción de la vasopresina.

### Diabetes insípida dipsogénica
La DI dipsogénica es una forma de polidipsia primaria. Ocurre debido a un daño en el mecanismo productor de la sed, el cual está localizado a nivel del hipotálamo. El defecto resulta en un aumento anormal en la sed y la ingesta de agua, lo cual produce una supresión en la liberación y secreción de vasopresina, conduciendo a un aumento en la excreción renal de agua.

### Diabetes insípida gestacional
Tiene lugar cuando la falta de vasopresina ocurre sólo durante el embarazo. (No siempre)
Se debe a un posible daño en la hipófisis o glándula pituitaria o bien porque la placenta destruye la vasopresina demasiado rápido y esta no puede cumplir sus funciones a nivel renal.

## Etiología

### Diabetes insípida central
La diabetes insípida puede ser consecuencia de un mal funcionamiento del hipotálamo que da como resultado una escasa producción de hormona antidiurética. Otras posibilidades son que la hipófisis sea incapaz de liberar la hormona en el flujo sanguíneo, lesiones producidas durante una intervención quirúrgica del hipotálamo o de la hipófisis, una lesión cerebral (particularmente una fractura de la base del cráneo), un tumor, la sarcoidosis o la tuberculosis, un aneurisma o una obstrucción de las arterias que van al cerebro, ciertas formas de encefalitis o meningitis, y una rara enfermedad denominada histiocitosis X (enfermedad de Hand-Schüller-Christian).
En algunos casos excepcionales, un paciente tiene síntomas psicológicos de sed exagerada, con lo que consume un gran volumen de líquidos y presenta una emisión excesiva de orina. Estos síntomas se asemejan a los de la diabetes mellitus. A medida que pasa el tiempo, el consumo exagerado de líquidos disminuye la sensibilidad a la hormona antidiurética.

## Cuadro clínico
La diabetes insípida puede comenzar de forma gradual o brusca a cualquier edad. Habitualmente, los únicos síntomas son la sed exagerada y la excesiva producción de orina. Un paciente puede beber enormes cantidades de líquido (de 4 a 10 litros al día) para compensar las pérdidas que se producen en la orina. Cuando esta compensación no es posible, puede producirse rápidamente deshidratación y, en consecuencia, disminución de la presión arterial y choque. La persona afectada continúa orinando en grandes cantidades y con frecuencia durante la noche, teniendo que despertar cada pocas horas.

## Diagnóstico
Los médicos sospechan la existencia de diabetes insípida en los pacientes que producen grandes cantidades de orina muy diluida. En primer lugar, controlan la cantidad de azúcar en la orina para descartar que se trate de un caso de diabetes mellitus. Un análisis de sangre mostrará concentraciones anómalas de muchos electrólitos, como el sodio. 
La prueba de restricción de agua es la más simple y la más fiable para determinar la existencia de diabetes insípida. Dado que no le está permitido al paciente beber líquidos durante la prueba y que podría producirse una deshidratación grave, la prueba debe efectuarse bajo vigilancia médica. La producción de orina, las concentraciones electrolíticas (sodio) en la sangre y el peso se miden regularmente durante varias horas. Tan pronto como la presión arterial se reduce, o la frecuencia cardíaca aumenta, o se pierde más del 5 por ciento del peso corporal, se interrumpe la prueba y se suministra una inyección de hormona antidiurética. El diagnóstico de diabetes insípida se confirma si, en respuesta a la hormona antidiurética, la micción se detiene, la presión arterial aumenta y el corazón late de forma más normal.

## Tratamiento
Siempre que sea posible, debe ser tratada la causa subyacente de la diabetes insípida. En el caso de la diabetes insípida central, se suministrará vasopresina o acetato de desmopresina, formas modificadas de la hormona antidiurética, con un vaporizador nasal varias veces al día, para mantener una producción normal de orina. Sin embargo, la administración excesiva de estos fármacos provoca retención de líquidos, hinchazón y otros trastornos. A los pacientes con diabetes insípida que estén siendo sometidos a una intervención quirúrgica o que estén inconscientes, generalmente se les inyecta hormona antidiurética. Desde el año 2003[cita requerida] ya existe la posibilidad de suministrar acetato de desmopresina en forma de comprimidos, que no necesitan refrigeración, permiten una mejor distribución a lo largo del día, y evitan los inconvenientes del vaporizador.
El uso de esta hormona está totalmente contraindicado en la hipertensión intracraneal, que puede ser otro efecto que acompañe a los daños en la hipófisis o hipotálamo en el caso de traumatismo craneal o tumor cerebral. En estos casos es urgente el corregir esta situación antes de tratar la diabetes insípida.
A veces, la diabetes insípida se puede controlar con fármacos que estimulen la producción de hormona antidiurética, tales como la clorpropamida, la carbamazepina, el clofibrato y varios diuréticos (tiacidas). Estos fármacos no son adecuados para aliviar completamente los síntomas en pacientes con diabetes insípida grave.